# 135. вечити дерби у фудбалу
135. вечити дерби у фудбалу је фудбалска утакмица одиграна у Београду 28. фебруара 2009. године, између Црвене звезде и Партизана. Утакмица се завршила резултатом 1 : 1 (0 : 1).